# Horizonte FC
Die Horizonte Futebol Clube ist ein Fußballklub aus Horizonte im brasilianischen Bundesstaat Ceará.

## Geschichte
Die Anfänge des Horizonte FC gehen auf das Jahr 1933 zurück. In dem Jahr gründeten ein paar Freunde den Klub in Olho D'água do Venâncio. Die Aktivitäten beschränkten sich auf Freundschaftsspiele gegen Teams aus benachbarten Orten. 1989 emanzipierte sich der Ort und wurde in das heutige Horizonte umbenannt. Ab dem Jahr gab es in der Stadt einen Amateurfußballwettbewerb. Horizonte gewann die ersten drei Stadtmeisterschaften von 1989 bis 1991, sowie die von 1993, 1998, 2001, 2002 und 2004.
Am 27. März 2004 rief Horizonte dann eine Profimannschaft ins Leben. Am 11. Juli gab diese in der 3ª Divisão der Staatsmeisterschaft von Ceará, der dritte Liga, ihren Einstand. Der Klub reiste nach Jaguaruana zum Santana Esporte Clube und erreichte ein 2:2-Unentschieden. Den ersten Sieg holte Horizonte im vierten Spiel am 1. August im Heimspiel gegen den AD Granjense AC (3:0). Am Ende der ersten Runde hatte sich der Klub als Vierter der acht Teilnehmer für die zweite Runde qualifiziert. Hier gelang Horizonte nur noch ein Unentschieden in den sechs Spielen, so dass man als Vierter im Gesamtklassement abschloss. Im Folgejahr war das Teilnehmerfeld auf 14 angewachsen. Wieder erreichte der Klub die Finalrunde, in welcher man den zweiten Platz erreichte. Die Vizemeisterschaft war verbunden mit der Qualifikation zur zweiten Liga der Staatsmeisterschaft 2006. In dieser erreichte Horizonte den dritten Rang und verpasste nur knapp den Aufstieg in die oberste Spielklasse der Staatsmeisterschaft. Dieses gelang dem Klub 2007, als man die Liga als Meister abschloss.
In der Staatsmeisterschaft 2008 gab Horizonte am 5. Januar seinen erfolgreichen Einstand. Man konnte den Ceará SC zuhause mit 5:0 schlagen. Nach Beendigung der Meisterschaft im Mai belegte Horizonte den dritten Platz. Dieser berechtigte den Klub zur Teilnahme an der Série C, der dritten nationalen Liga, in dem Jahr. In der Liga trat Horizonte in der Gruppe 4 an. Von den vier Konkurrenten kamen die besten zwei eine Runde weiter. Der Klub spielte erstmals am 6. Juli beim SE Picos, welchem man mit 0:1 unterlag. In seinen sechs Partien gelang Horizonte nur ein Sieg, 2:1 gegen den Barra FC am 13. Juli, und ein Unentschieden. Damit schied der Klub aus dem Wettbewerb aus. Im Gesamtklassement reichte es für den 55. Platz bei 63 Teilnehmern.
In der Staatsmeisterschaft konnte Horizonte bis einschließlich 2015 die Spielklasse halten. Über gute regionale Ergebnisse qualifizierte sich der Klub in dieser Zeit an der Teilnahme zum Copa do Brasil, dem nationalen Pokalwettbewerb. Hier gab man bei der Copa do Brasil 2011 seinen Einstand. Im Jahr zuvor hatte Horizonte den Staatspokal von Ceará gewonnen und sich somit qualifiziert. In der ersten Runde hieß der Gegner AS Arapiraquense. Nach einem 3:1-Erfolg zuhause, reichte das 3:3 im Rückspiel zum Weiterkommen. In der zweiten Runde gegen den Guarani FC profitierte der Klub nach Ergebnissen von 1:1 und 2:2 von der Auswärtstorregel. Im Achtelfinale gegen den CR Flamengo endete dann die Reise des Klubs in dem Turnier (1:1 und 0:3).
Nachdem Horizonte 2016 die Saison in der zweiten Liga der Staatsmeisterschaft verbracht hatte, gelang der direkte Wiederaufstieg. Seitdem spielt der Klub in einer der beiden oberen Ligen der Staatsmeisterschaften und gelegentlich in einem nationalen Wettbewerb.

## Teilnahme an Fußballwettbewerben
| Wettbewerb                          | Teilnahmen                        |
| ----------------------------------- | --------------------------------- |
| Copa do Brasil                      | 03× – 2011, 2012, 2014            |
| Série C                             | 01× – 2008                        |
| Série D                             | 02× – 2012, 2025                  |
| Staatsmeisterschaft                 | 15× – 2008–2015, 2017–2021, 2024– |
| Staatsmeisterschaft Segunda Divisão | 06× – 2006–2007, 2016, 2021–2023  |
| Staatsmeisterschaft 3ª Divisão      | 02× – 2004–2005                   |
| Staatspokal                         | 02× – 2010–2012, 2014, 2016–2019  |

## Erfolge
- Staatsmeisterschaft von Ceará Segunda Divisão: 2007, 2023
- Staatspokal von Ceará: 2010, 2011

## Frauenmannschaft
Für Horizonte trat auch eine Damenmannschaft in der entsprechenden Staatsmeisterschaft von Ceará und im nationalen Pokalwettbewerb an. Im Copa do Brasil de Futebol Feminino 2007 war der Klub der einzige Teilnehmer aus Ceará. Die erste Runde wurde im K.-o.-System ausgetragen. In der Gruppe B traf Horizonte auf die SE Tiradentes. Man unterlag mit 0:2 und 0:3 und schied aus dem Pokal aus.
In der Staatsmeisterschaft debütierte die Mannschaft in der Ausgabe von 2008. Am 20. Februar trat man bei der AE Alvinegro an und gewann mit 12:0. Am Ende der Meisterschaft im April hatte der Horizonte den dritten Platz erreicht. In der Saison 2011 trat der Klub letztmalig in der Liga an. Ein Bestand dieser Mannschaft ist nicht nachgewiesen.

## Horizonte Futsal Clube
Gemeinsam mit der Stadtverwaltung von Horizonte, gründete der Klub 2007 mit dem Horizonte Futsal Clube eine eigene Futsalmannschaft. Ein letztes Auftreten der Mannschaft ist für 2019 nachvollziehbar.